# أفيروس نيمد توم
افيروس نيمد توم (بالإنجليزية: A Virus Named TOM)‏ ، وتعني فيروس اسمه توم، وهي لعبة فيديو إلكترونية من نوع ألغاز، نشرت سنة 2012م، وتعمل لأنظمة تشغيل كل من بلاي ستيشن فيتا وويندوز وأو إس إكس ولينكس.